# Империя от кристал
Империя от кристал (на испански: Imperio de cristal) е мексиканска теленовела, създадена от Карлос Камачо и Ребека Джонс, режисирана от Хуан Карлос Муньос и Клаудио Рейес Рубио и продуцирана от Карлос Сотомайор за Телевиса през 1994-1995 г.
В главните роли са Ребека Джонс и Ари Телч, а в отрицателните – Алехандро Камачо и първата актриса Мария Рубио. Специално участие вземат Кейт дел Кастийо и първият актьор Игнасио Лопес Тарсо.

## Сюжет
София Видал присъства със съпруга си Уриел и малката си дъщеря Катя на парти в имението на Ломбардо, влиятелни собственици на фабрика за стъкло. Това парти ще промени живота ѝ, тъй като дон Сесар Ломбардо открива, че София е дъщеря на Елена, любов от миналото му, и решава да я защити. Амбициозната Ливия, съпругата на Сесар, се чувства изместена от натрапницата и започва война срещу нея, за да я отстрани от семейството. Синовете на Ливия, Хулио и Аугусто, имат различни причини да се доближат до София, тъй като Хулио я обича, а Аугусто иска само да я притежава, за да получи наследството на семейството.
Сред другите деца на Ломбардо са Октавио, болнавият по-голям брат и наследник, Нарда, непокорна и капризна млада жена, която страда от липсата на любов от родителите си, и нейният брат близнак Клаудио, който е затворен в институция, тъй като страда от детска психоза, причинена от малтретирането на Аугусто.
Крехка, но и опасна, тази империя от кристал може да се разпадне на хиляди парчета в ръцете на всеки, който се опита да я притежава.

## Актьори
- Ребека Джонс – София Видал Теран де Гонсалес / де Ломбардо / Елена Теран де Видал
- Ари Телч – Хулио Ломбардо Арисменди
- Мария Рубио – Ливия Арисменди Монкада де Ломбардо
- Алехандро Камачо – Аугусто Ломбардо Арисменди
- Игнасио Лопес Тарсо – Дон Сесар Ломбардо
- Кейт дел Кастийо – Нарда Ломбардо Арисменди
- Херман Гутиерес – Клаудио Ломбардо Арисменди
- Алехандро Томаси - Октавио Ломбардо Монтиел
- Емилия Каранса – Андреа Ломбардо
- Константино Костас – Уриел Гонсалес
- Сесилия Габриела – Естер Педрет де Ломбардо
- Малена Дория – Тринидад
- Фидел Гарига – Рохелио Ерера
- Ивет Проал – Елиса Естрада
- Аарон Ернан – Бернал Естрада
- Оскар Бонфилио – Херман Саманиего
- Алисия Монтоя – Антония Монкада вдовица де Арисменди
- Антонио Де Карло – Бруно Превиди
- Лусеро Ландер – Диана Алмейда
- Адриана Бараса – Флора
- Грасиела Бернардос – Нора де Лопес Монрой
- Роберто Д'Амико – Вирхилио Роблес
- Сорайда Гомес – Катя Гонсалес Видал
- Алан Фернандо – Марко Аурелио Ломбардо Педрет
- Фабиола Кампоманес – Хуанита
- Дасия Гонсалес – Рената Окампо
- Алехандро Руис – Марсело Окампо
- Кука Дублан – Ампарито Ромеро
- Аида Наредо – Лулу Моран
- Ектор Саес – Отец Анхел
- Амара Вияфуерте – Майра Салгадо
- Хуан Игнасио Аранда – Флавио Фернандес
- Арасели Агилар – Мару
- Естела Барона – Роси
- Лола Белда – Хасмин
- Херман Бландо – Матиас
- Ернесто Бретон – Бенито Моралес
- Хулио Монтерде – Сакариас Теран
- Марина Марин – Ерминия де Теран
- Луис Карденас – З-р Армандо Мендес
- Клаудио Брук – Филип Девон
- Бруно Рей – Артуро Алманса
- Артуро Полет – Гомес
- Роксана Сауседо – Ана Луиса Санчес Кория
- Раул Валерио – Кармело
- Нора Верян – Хлои
- Елия Доменсайн – Чела
- Жанет Кандиани – Мари
- Луис Кутуриер – Армандо
- Моисес Суарес – Коварубиас

## Премиера
Премиерата на Империя от кристали е на 29 август 1994 г. по Canal de las Estrellas. Последният 120. епизод е излъчен на 17 февруари 1995 г.

## Награди и номинации
- Награди TVyNovelas (1995)

| Категория                            | Номиниран(а)        | Резултат   |
| ------------------------------------ | ------------------- | ---------- |
| Най-добра теленовела                 | Карлос Сотомайор    | Печели     |
| Най-добра актриса в главна роля      | Ребека Джонс        | Печели     |
| Най-добър актьор в главна роля       | Ари Телч            | Номиниран  |
| Най-добра актриса в отрицателна роля | Мария Рубио         | Печели     |
| Най-добър актьор в отрицателна роля  | Алехандро Камачо    | Печели     |
| Най-добър пръв актьор                | Игнасио Лопес Тарсо | Печели     |
| Най-добра млада актриса              | Кейт дел Кастийо    | Печели     |
| Най-добър млад актьор                | Херман Гутиерес     | Печели     |
| Най-добро детско участие за момиче   | Сорайда Гомес       | Номинирана |
| Най-добро детско участие за момче    | Алан Фернандо       | Номиниран  |

- Награди El Heraldo de México (1995)

| Категория            | Номиниран(а)     | Резултат  |
| -------------------- | ---------------- | --------- |
| Най-добра теленовела | Карлос Сотомайор | Номиниран |
| Най-добра актриса    | Ребека Джонс     | Печели    |